# اووری لیندفیلد رابرتز
اووری لیندفیلد رابرتز (انگلیسی: Ouvry Lindfield Roberts; ۳ آوریل ۱۸۹۸ – ۱۶ مارس ۱۹۸۶) فرمانده نظامی و بازیکن کریکت اهل بریتانیا بود. وی برندهٔ جوایزی همچون نشان حمام و نشان امپراتوری بریتانیا شده‌است.